# Magdalena Stockmans
Magdalena Stockmans (Dordrecht, 12 april 1598 – Amsterdam, 19 juni 1660) was een Nederlandse vrouw die bekend is als de muze van de dichter Gerbrand Adriaensz. Bredero.

## Levensloop

### Jeugd
Magdalena Stockmans groeide op in Dordrecht. Haar ouders waren Jan (of Johannes) Stockmans en Elisabeth Jan Lambrechtsdochter. Jan Stockmans kwam oorspronkelijk uit Antwerpen en was brouwer. Hij overleed toen Magdalena Stockmans ongeveer vier jaar oud was. Haar moeder, die uit Nijmegen afkomstig was, hertrouwde met Johan Bom en zou overlijden in 1609. Na de dood van haar moeder, bleef Stockmans wonen in het huis bij de brouwerij, die door haar stiefvader werd beheerd. Magdalena Stockmans groeide op in een groot gezin, bestaande uit twee broers en twee zussen, en verder nog twee halfbroers uit haar vaders eerste huwelijk en een halfzus uit haar moeders tweede huwelijk.

### Amsterdam
In 1617 vertrok Stockmans naar Amsterdam om daar het huwelijk van haar zus Elisabeth met de lakenhandelaar Jan Teller bij te wonen. Magdalena Stockmans ontmoette in Amsterdam de dichter Gerbrand Adriaensz. Bredero. Bredero was overduidelijk verliefd op Stockmans. 
Stockmans leerde in Amsterdam ook Isaac van der Voort kennen, hij woonde in Napels, maar was op dat moment voor zaken in Amsterdam. Hij was veel ouder dan Stockmans en net als Jan Teller een lakenhandelaar. Van der Voort kwam oorspronkelijk uit Antwerpen en werd door Bredero den bruynen Brabander genoemd. Het deed Bredero veel verdriet dat Magdalena Stockmans voor Van der Voort koos.

### Huwelijk

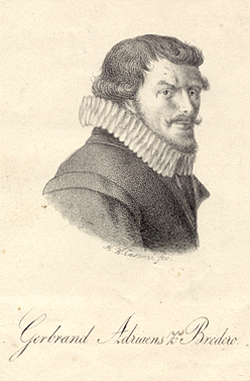
Bredero zond een gedicht aan Stockmans

Stockmans en Van der Voort traden op 18 juni 1618 in het huwelijk in Oud-Alblas, nabij Dordrecht. Na de bruiloft reisde het paar naar Napels, waar ze in september 1618 aankwamen. Onderweg, in Rome, ontving Stockmans een gedicht van Bredero dat later bekend werd als Ogen vol maiesteijt. Op dat moment was Bredero al overleden. Het echtpaar vestigde zich in Italië. Op 9 augustus 1629 overleed Isaac van der Voort, terwijl Magdalena in verwachting was en al vijf kinderen had. Tijdens die zwangerschap verloor ze haar vijfjarige dochter en haar jongste zoon.

### Terug naar Nederland
Na de geboorte van haar zesde kind keerde Stockmans weer terug naar Nederland. Zij woonde eerst nog bij familie in Antwerpen, maar keerde op verzoek van haar zus Elisabeth terug naar Amsterdam. Stockmans was vermogend, woonde aan de Keizersgracht en investeerde in de lakenfirma van haar zoons Guilielmo en Giovanni. 
In 1638 trouwde Stockmans met Thomas Verwer, voormalig burgemeester van Deventer. Het huwelijk was, door de botsende karakters van de echtelieden, niet gelukkig. In september 1640 verliet Magdalena Stockmans dan ook haar man.
Na twee jaar in Den Haag keerde Stockmans terug naar Amsterdam waar zij met haar kinderen op de Oudezijds Voorburgwal ging wonen. De laatste jaren van haar leven stond ze bekend als de weduwe van Isaac van der Voort. Stockmans overleed op 19 juni 1660 op 62-jarige leeftijd en werd vier dagen later begraven in de Nieuwe Kerk in Amsterdam.

## Muze en mogelijke zelfmoord Bredero
Het gedicht Ogen vol maiesteijt verscheen pas na Bredero’s dood in Groote bron der minnen. De originele brief aan Stockmans dook pas in 1855 op toen Ch. M. Dozy hem terugvond in het Amsterdamse Weeskamerarchief. Vanaf dat punt werd duidelijk dat Bredero's gedicht aan Magdalena Stockmans was opgedragen, en zij wordt sindsdien omschreven als zijn laatste muze.
In 2018 publiceerde literatuurhistoricus René van Stipriaan een nieuwe biografie van Bredero, waarin hij zelfmoord de waarschijnlijke doodsoorzaak van Bredero noemt. De onbeantwoorde liefde voor Stockmans zou depressiviteit ten gevolge hebben gehad die hem tot de wanhoopsdaad bracht.
- Biografisch Portaal: 49100481
- Digitale Bibliotheek voor de Nederlandse Letteren: stoc001